# 木間章
木間 章（きま あきら、1930年7月27日 - 2015年11月20日）は、日本の政治家。日本社会党衆議院議員(5期)。

## 来歴
富山県高岡市出身。1948年、旧制高岡中卒。同年、高岡市役所に入る。1967年から高岡市議を2期務めた。1979年の総選挙で旧富山2区から立候補して初当選、5期務めた。社会党県本部書記長に就任。1993年の総選挙で落選し、政界を引退した。
2015年11月20日、肺炎のため死去。85歳没。旭日中綬章追贈、叙従四位。